# Villa de Ves
Villa de Ves ist ein Ort und eine Gemeinde (municipio) mit 55 Einwohnern (Stand: 2024) im Osten der Provinz Albacete in der Autonomen Region Kastilien-La Mancha im Südosten Spaniens. Sie ist Teil der Comarca La Manchuela. Zur Gemeinde gehört neben dem Hauptort Villa de Ves der Weiler Barrio del Santuario.

## Lage und Klima
Villa de Ves liegt etwa 59 Kilometer (Fahrtstrecke) ostnordöstlich der Provinzhauptstadt Albacete in einer Höhe von ca. 690 m am Río Júcar. Das Klima im Winter ist gemäßigt, im Sommer dagegen warm bis heiß; die eher geringen Niederschlagsmengen (444 mm/Jahr) fallen – mit Ausnahme der nahezu regenlosen Sommermonate – verteilt übers ganze Jahr.

## Bevölkerungsentwicklung
| Jahr      | 1970 | 1981 | 1991 | 2001 | 2011 | 2021 |
| Einwohner | 179  | 96   | 54   | 60   | 54   | 61   |

## Sehenswürdigkeiten
- Kirche Mariä Himmelfahrt (Iglesia de Nuestra Señora de la Asunción)
- Christuskapelle in Barrio del Santuario

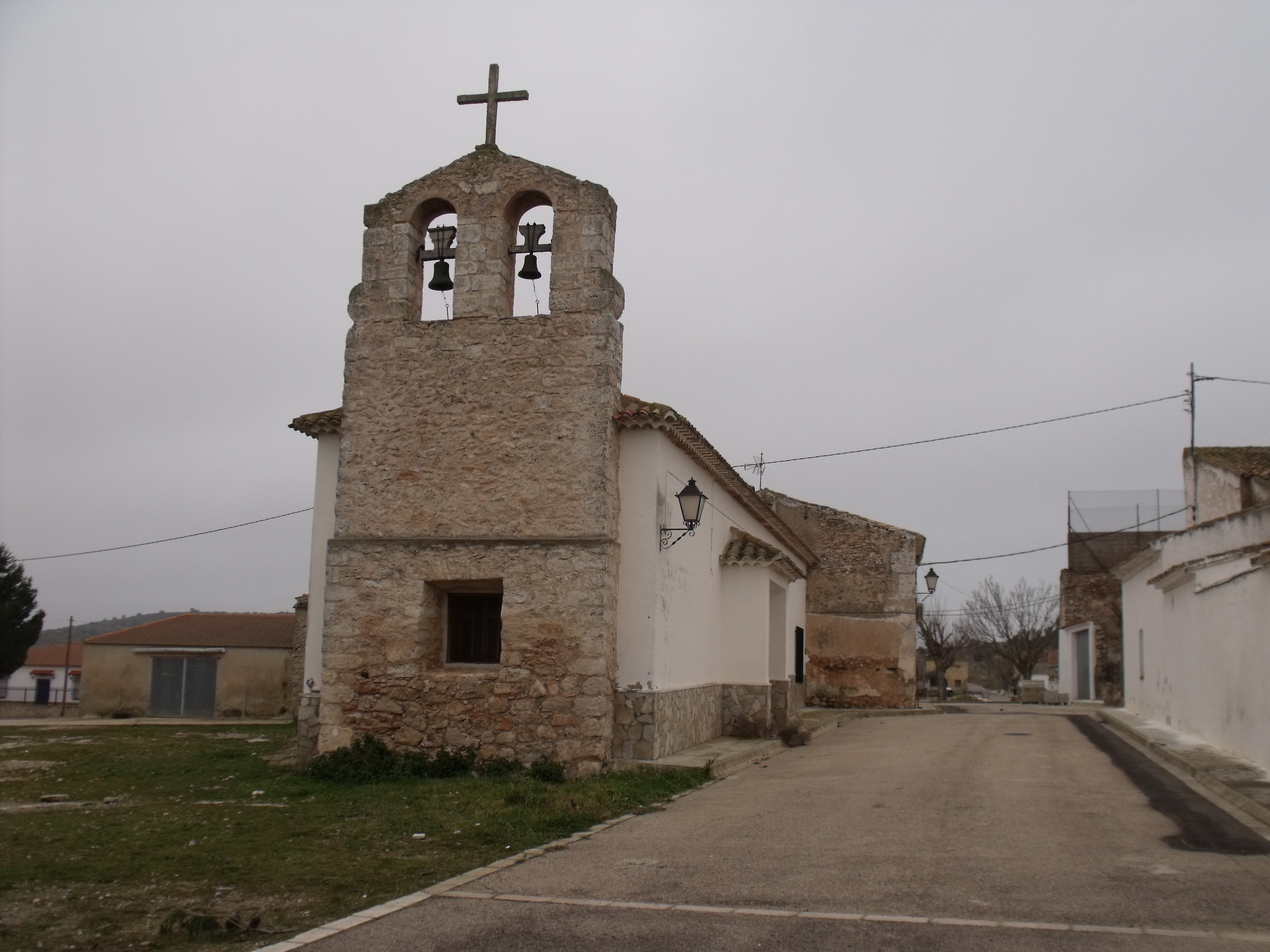
Kirche Mariä Himmelfahrt
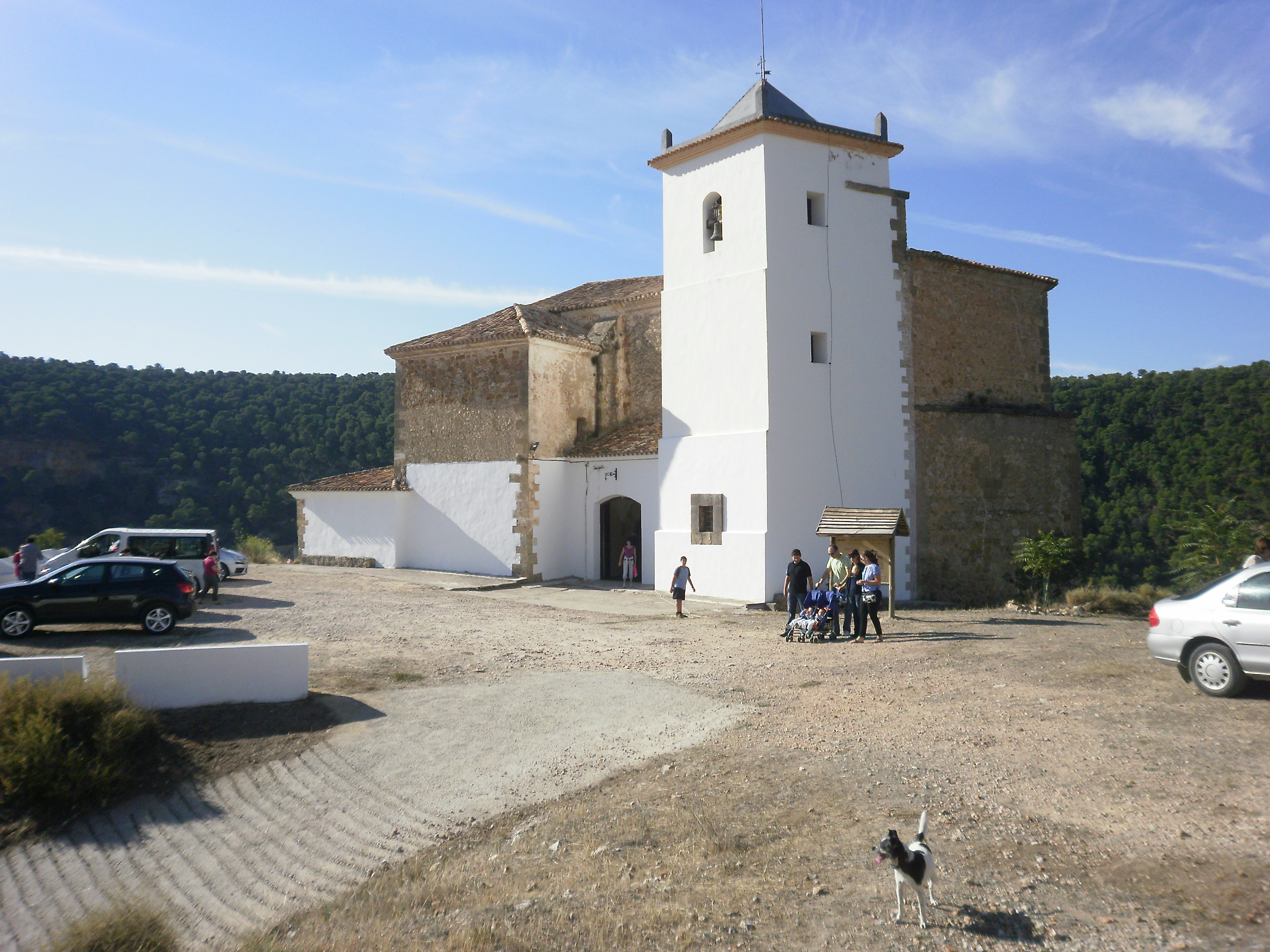
Christuskapelle
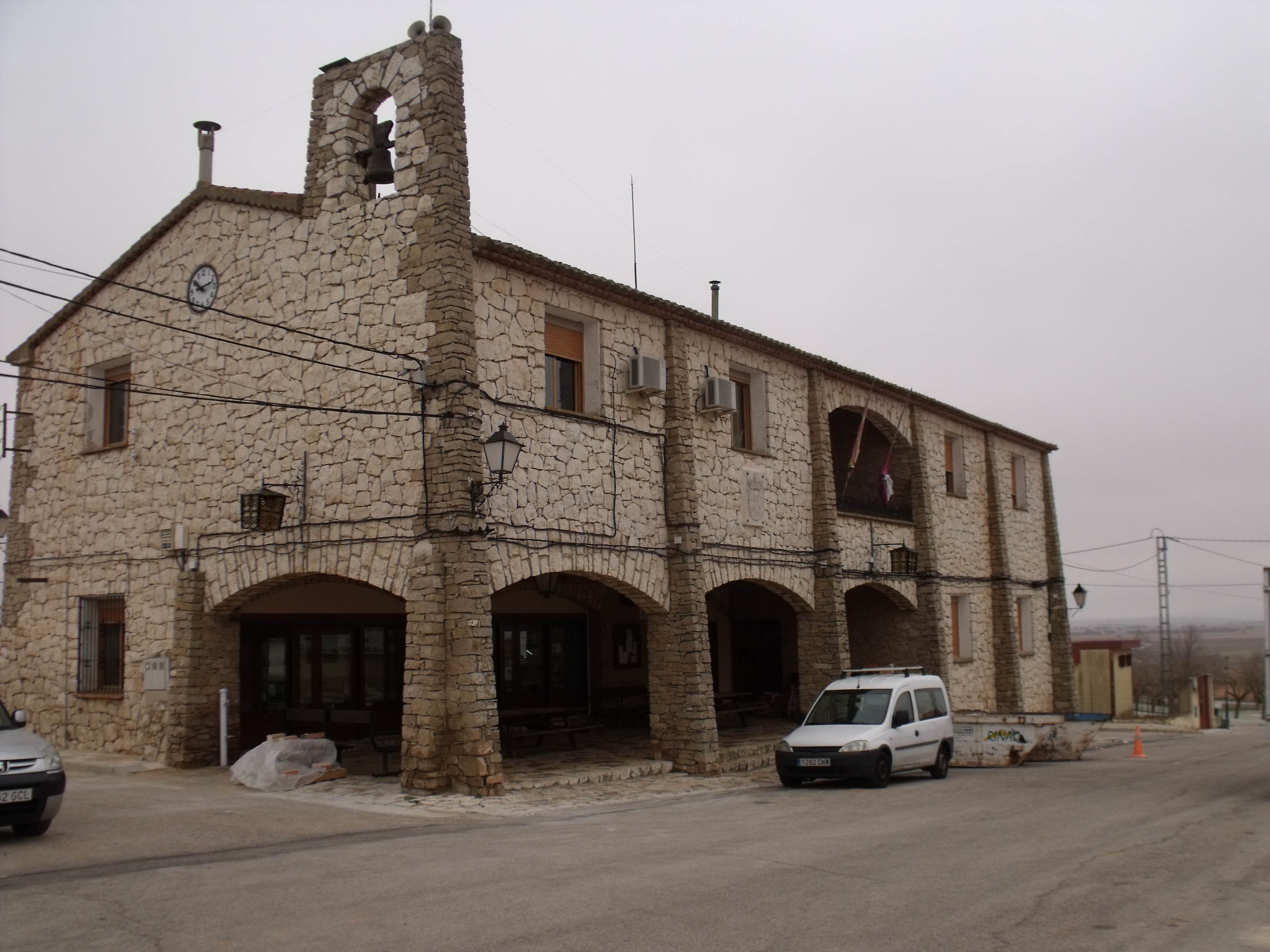
Rathaus